# Джордж із джунглів (фільм)
«Джо́рдж із джу́нглів» (англ. George of the Jungle) — американська ігрова, сімейна, романтико-пригодницька комедія 1997 року, знята на основі мультсеріалу 1967 року.
Фільм виконаний у найкращих традиціях американської комедії: розсіяний герой, що зачаровує своєю простотою, красуня-героїня і, звичайно, бандити, що не відзначаються розумом. Та ще й стара горила, що грає в шахи і дає втомлюючі коментарі під час фільму. Врешті — хепі-енд.

## Сюжет
Джордж виріс серед горил у самому серці африканських джунглів. Вони навчили свого вихованця стрибати по деревах… але не показали, як приземлятись. Його найкращі друзі — дикі тварини, що перетворюються в домашніх. Слон — у сторожову собаку, лев — у лінивого кота. Навіть мавпа з переляку почала розмовляти.
Джордж насолоджується своїм безтурботним життям, поки не зустрічає красуню Урсулу, яка не тільки зачаровує його, але й забирає в Сан-Франциско. Великому місту не вистачало лише короля джунглів!

## У ролях
- Брендан Фрейзер — Джордж
- Леслі Манн — Урсула Стенхоуп
- Томас Гейден Черч — Лайл ван де Ґрут
- Річард Раундтрі — Кваме, керівник експедиції
- Голланд Тейлор — Беатріс Стенхоуп, мати Урсули
- Джон Беннетт Перрі — Артур Стенхоуп, батько Урсули
- Келлі Міллер — Бетсі, подружка Урсули
- Свен-Оле Торсен — найманець
- Кристал — мавпа

Голосовий акторський склад
- Джон Кліз — горила Ейп
- Френк Велкер — додаткові голоси

## Саундтрек
| #   | Назва                                         | Тривалість |
| --- | --------------------------------------------- | ---------- |
| 1.  | «George of the Jungle»                        | 2:53       |
| 2.  | «Dela (I Know Why the Dog Howls at the Moon)» | 4:16       |
| 3.  | «Wipe Out»                                    | 2:39       |
| 4.  | «The Man on the Flying Trapeze»               | 0:57       |
| 5.  | «My Way»                                      | 1:11       |
| 6.  | «Aba Daba Honeymoon»                          | 1:55       |
| 7.  | «George of the Jungle»                        | 1:03       |
| 8.  | «Go Ape [The Dance Mix]»                      | 3:25       |
| 9.  | «Jungle Band»                                 | 3:18       |
| 10. | «George to the Rescue»                        | 1:11       |
| 11. | «Rumble in the Jungle»                        | 3:15       |
| 12. | «The Little Monkey»                           | 2:23       |
| 13. | «George of the Jungle [Main Title Movie Mix]» | 2:20       |